# Anadolu Efes S.K.
Anadolu Spor Kulübü (hr: Sportski klub Anadolu Efes), prije Efes Pilsen je turski košarkaški klub iz Istanbula. Sponzor im je tvrtka Efes Beverage Group. Jedan je od najuspješnijih turskih košarkaških klubova s 13 naslova prvaka. Domaće utakmice igraju u dvorani Abdi İpekçi. Za ovaj klub su u prošlosti igrali poznati košarkaši: Hedo Türkoğlu, Mehmet Okur, Mirsad Türkcan, Anthony Mason, İbrahim Kutluay i Marcus Brown.

## Povijest
Klub je osnovan 1976. nakon ugašenja tadašnjeg drugoligaša Kadıköyspora pod nazivom Efes Pilsen. Dvije godine kasnije Efes neporažen kroz cijelo prvenstvo postaje prvak druge lige i ostvaruje plasman u prvi razred turskog prvenstva. Prvi naslov prvaka je Efes osvojio 1979. godine i odmah se prometnuo u jednog od najjačih turskih klubova. 
Efes Pilsen je prvi turskih košarkaški klub koji je osvojio neki europski naslov (kup Radivoja Koraća 1996.). Efes je uz to bio finalist Europskog kupa 1993., bio treći na Final Fouru Eurolige 2000., te ponovo bio treći na Final Fouru Suprolige 2001. godine. U sezoni 2008./09. Efes je osvojio svoj peti naslov turskog prvaka u posljednjih osam sezona (2002., 2003., 2004., 2005. i 2009.). 2011. klub mijenja naziv u Anadolu Efes zbog zabrane turske agencije za regulaciju tržišta duhana i alkohola koja je zabranila reklamiranje alkoholnih i duhanskih prizvoda kroz nazive športskih klubova.

## Trofeji
- Kup Radivoja Koraća 
  - pobjednik: 1995./96.

- Euroliga 
  - prvak: 2020.–'21., 2021.–'22.
  - finalist: 2018./19.

- Europski kup 
  - finalist: 1992./93.

- TBL liga 
  - prvak: 1978./79., 1982./83., 1983./84., 1991./92., 1992./93., 1993./94., 1995./96., 1996./97., 2001./02., 2002./03., 2003./04., 2004./05., 2008./09., 2018./19.
  - doprvak: 1979./80., 1985./86., 1997./98., 1998./99., 1999./2000., 2005./06., 2006./07., 2009./10., 2011./12., 2014./15., 2015./16.

- Turski košarkaški kup 
  - pobjednik: 1994., 1996., 1997., 1998., 2001., 2002., 2006., 2007., 2009., 2015., 2018.
  - finalist: 2004., 2014., 2017.

- Predsjednički kup 
  - pobjednik: 1986., 1992., 1993., 1996., 1998., 2000., 2006., 2009., 2010., 2015., 2018.
  - finalist: 1994., 1997., 1999., 2001., 2002., 2003., 2004., 2005., 2007., 2012., 2016.

- TB2L - Turska druga liga
  - prvak: 1977./78.

## Poznati igrači
| - Hidayet Türkoğlu - Mehmet Okur - Mirsad Türkcan - İbrahim Kutluay - Hüseyin Beşok - Ufuk Sarıca - Serkan Erdoğan - Tamer Oyguç - Murat Evliyaoğlu - Alper Yılmaz - Kerem Tunçeri | - Ömer Onan - Asım Pars - Kaya Peker - Nedim Dal - Ermal Kurtoğlu - Levent Topsakal - Cenk Renda - Cüneyt Erden - Arda Vekiloğlu - Ender Arslan - Doğuş Balbay - Erdal Bibo - Jordan Farmar - Conrad McRae - Larry Richard | - Marcus Brown - Trajan Langdon - Willie Solomon - Drew Nicholas - Scott Roth - Anthony Mason - Marcus Haislip - Chris Corchiani - Brian Howard - Henry Domercant - Ersin Dağlı - Derrick Alston | - Rickie Winslow - Kenny Green - Marc Jackson - Horace Jenkins - Kenny Gregory - Mark Pope - Scoonie Penn - LaRon Profit - Lawrence Roberts - Mert Shumpert - Joe Ira Clark - Petar Naumoski - Kaspars Kambala - Stanko Barać - Mario Kasun - Damir Mulaomerović | - Marko Popović - Nikola Prkačin - Nikola Vujčić - Zoran Savić - Igor Rakočević - Dušan Kecman - Vasilij Karasev - Saulius Štombergas - Predrag Drobnjak - Goran Nikolić - Vlado Šćepanović - Jurica Golemac - Sasha Vujačić |

## Vanjske poveznice
- Službena stranica kluba  Arhivirana inačica izvorne stranice od 7. studenoga 2013. (Wayback Machine) (tur.)
- Službena stranica kluba  Arhivirana inačica izvorne stranice od 12. studenoga 2013. (Wayback Machine) (engl.)
- Navijačka stranica  Arhivirana inačica izvorne stranice od 10. kolovoza 2018. (Wayback Machine)

| Euroliga 2008./09.         | Euroliga 2008./09. |
| -------------------------- | --- |
|                            | |
| Prvak                      | Panathinaikos |
|                            | |
| Finalist                   | CSKA Moskva |
|                            | |
| Treće mjesto               | Regal FC Barcelona |
|                            | |
| Četvrto mjesto             | Olympiakos |
|                            | |
| Ispali u četvrtfinalu      | Montepaschi Siena • Partizan Igokea • Real Madrid • TAU Cerámica                                                                          |
|                            | |
| Stigli do Top 16           | AJ Milano • ALBA Berlin • Asseco Prokom Sopot • Cibona Zagreb • Fenerbahçe Ülker • Lottomatica Rim • Maccabi Tel Aviv • Unicaja Málaga    |
|                            | |
| Ispali u regularnom dijelu | Air Avellino • DKV Joventut • Fenerbahçe Ülker • Le Mans • Panionios OnTelecoms • SLUC Nancy • Union Olimpija Ljubljana • Žalgiris Kaunas |

| Euroliga 2008./09.         | Euroliga 2008./09. |
| -------------------------- | --- |
|                            | |
| Prvak                      | Panathinaikos |
|                            | |
| Finalist                   | CSKA Moskva |
|                            | |
| Treće mjesto               | Regal FC Barcelona |
|                            | |
| Četvrto mjesto             | Olympiakos |
|                            | |
| Ispali u četvrtfinalu      | Montepaschi Siena • Partizan Igokea • Real Madrid • TAU Cerámica                                                                          |
|                            | |
| Stigli do Top 16           | AJ Milano • ALBA Berlin • Asseco Prokom Sopot • Cibona Zagreb • Fenerbahçe Ülker • Lottomatica Rim • Maccabi Tel Aviv • Unicaja Málaga    |
|                            | |
| Ispali u regularnom dijelu | Air Avellino • DKV Joventut • Fenerbahçe Ülker • Le Mans • Panionios OnTelecoms • SLUC Nancy • Union Olimpija Ljubljana • Žalgiris Kaunas |